# برنامج المرأة العالمي
ينظر برنامج المرأة العالمي، الذي تقيمه مؤسسات المجتمع المفتوح، بأن النهوض بحقوق المرأة في مجال حقوق الإنسان، والمساواة بين النوع الاجتماعي عاملًا أساسيًا في رؤيته المستقبلية للمجتمعات الديمقراطية.
يقوم البرنامج بدعم مبادرته بالتمويل وبالمنهجيات اللازمة، التي تتضمن تعزيز وحماية حقوق النساء والفتيات في مجتمع مزقته الصراعات، مما أدى انعدام الحكم الرشيد إلى انتهاك حقوق المرأة.
كما يهدف البرنامج إلى الربط الوطيد بين المؤسسات المستجيبة لقضايا النساء المتضررات، وتهيئة البيئة الملائمة، التي تمكن المرأة من المشاركة الفاعلة والقدرة على إدارة السياقات السياسية والاقتصادية والاجتماعية من حولها.
تتضمن أنشطة البرنامج ثلاثة أهداف رئيسية، هي:
- الحد من التمييز والعنف القائم ضد المرأة.
- تعزيز وصول المرأة إلى العدالة الاجتماعية.
- إبراز دور المرأة للمشاركة في القيادة وعمليات صنع القرار.

يسعى البرنامج المرأة العالمي، بالتعاون مع برامج مؤسسات المجتمع المفتوح الأخرى، إلى تحقيق أهدافه من خلال العديد من الاجراءات بما في ذلك تقديم المنح، والمناصرة، وبناء القدرات، وتنظيم الاجتماعات والتبادلات الثقافية، وتكوين الائتلافات.
حيث ينعكس ملف عمل برنامج المرأة الدولي من خلال أنشطته المختلفة في جميع أنحاء العالم، ويشمل تقديم المساعدة القانونية للنساء المتأثرات بالنزاع في العراق، ومناصرة قوانين حقوق المرأة في لبنان، والمساعدة في متابعة ورصد محاكمات جرائم الحرب المتعلقة بالعنف الجنسي ضد المرأة في البوسنة والهرسك.

## الهيئة الإدارية للبرنامج
سليمان بالدو - مدير برنامج أفريقيا - المجموعة الدولية لمعالجة الأزمات.
ريكاردو كاسترو - المستشار العام - معهد المجتمع المفتوح.
جوان دونلوب -  رئيس مجلس الإدارة -  برنامج المرأة الدولي.
بول هوفمن - شريك – شركة شونبرون ديمون سلوف هاريس وهوفمن التضامنية المحدودة.
هينا جيلاني - الممثلة الخاصة للأمين العام للأمم المتحدة المعنية بالمدافعين عن حقوق الإنسان.
غاي ماكدوغال - خبير الأمم المتحدة المستقل المعني بقضايا الأقليات.
باتريشيا سلرز - الخبيرة القانونية المستقلة.

## معلومات أكثر
- Soros Foundations
- Open Society Institute

## وصلات خارجية
- EuroNGOs
- FUNDSFORNGOS, LLC
- "The International Women's Program" on the OSF site